# Nauru en los Juegos Mundiales de Chengdu 2025
Nauru fue uno de los países que competió en los Juegos Mundiales de 2025 que se celebran en la ciudad de Chengdu, China. Nauru recibió una invitación como comodín para participar en la competencia de levantamiento de potencia.
Fue el debut de Nauru en este evento multideportivo que se celebra desde 1981.

## Resultados

### Levantamiento de potencia
| Femenil        |                  |       |       |       |       |        |   |
| Bessie O'Brien | Peso Súperpesado | 290.0 | 112.5 | 210.0 | 612.5 | 104.68 | 6 |